# 野三坡站
野三坡站，位于中华人民共和国河北省保定市涞水县三坡镇下庄村，是京原铁路上的火车站，建于1970年，由北京铁路局北京西车务段管辖。

## 車站周邊
- 中国联通三坡营业厅
- 三坡镇人民政府
- 野三坡度假村
- 绿野仙中酒店
- 野三坡春泉宾馆
- 野三坡诚信假日酒店
- 野三坡国安快捷酒店
- 如意岭综合旅游度假区
- 西湖港奇潭峡谷风景区

## 业务办理
仅办理客运业务。

## 歷史
- 建于1970年。